# 20305 Feliciayen
20305 Feliciayen è un asteroide della fascia principale. Scoperto nel 1998, presenta un'orbita caratterizzata da un semiasse maggiore pari a 2,3010404 UA e da un'eccentricità di 0,0773261, inclinata di 5,84921° rispetto all'eclittica.